# Rio Nišava
O Nišava ou Nishava (búlgaro e sérvio, alfabeto cirílico: Нишава) é um rio com 218 km da Bulgária e Sérvia, o mais longo afluente do Južna Morava.